# Judy Zebra Knight
JZ Knight ou Judy Zebra Knight ou Judith Darlene Hampton (Roswell, EUA, 16 de março de 1946) é uma auto proclamada médium que afirma ser o canal de comunicação de uma entidade espiritual denominada RAMTHA, esta entidade se fez presente para ela e seu marido no dia 7 de fevereiro de 1977 na cozinha da sua casa na cidade de Tacoma. Seu livro mais vendido e autobiografia chama-se: "Um estado da mente, minha história".

## Biografia
Segundo Knight, Ramtha a teria preparado para realizar experiências fora do corpo e que, desde então, ela estaria capacitada a canalizar Ramtha por meio do um processo, no qual ela deixaria o seu corpo que seria assumido por Ramtha, permitindo-o ministrar seus ensinamentos espirituais por meio dele. [carece de fontes?]
1. ↑  Knight, J. Z. (Judy Zebra) (1987). A state of mind : my story : Ramtha, the adventure begins. Internet Archive. [S.l.]: New York, NY : Warner Books
2. ↑  «JZ Knight testifies against ex-student». seatlepi (em inglês). 10 de setembro de 2008. Consultado em 10 de abril de 2024